# Gotytom Gebreslase
Gotytom Gebreslase (15 de janeiro de 1995) é uma fundista etíope, campeã mundial da maratona.  Vencedora da Maratona de Berlim de 2021, sua primeira corrida nesta distância, ela ganhou a medalha de ouro do Campeonato Mundial de Atletismo de 2022 em Eugene, EUA e a medalha de prata no mundial seguinte, Budapeste 2023.